# Gurgen Dalibaltajan

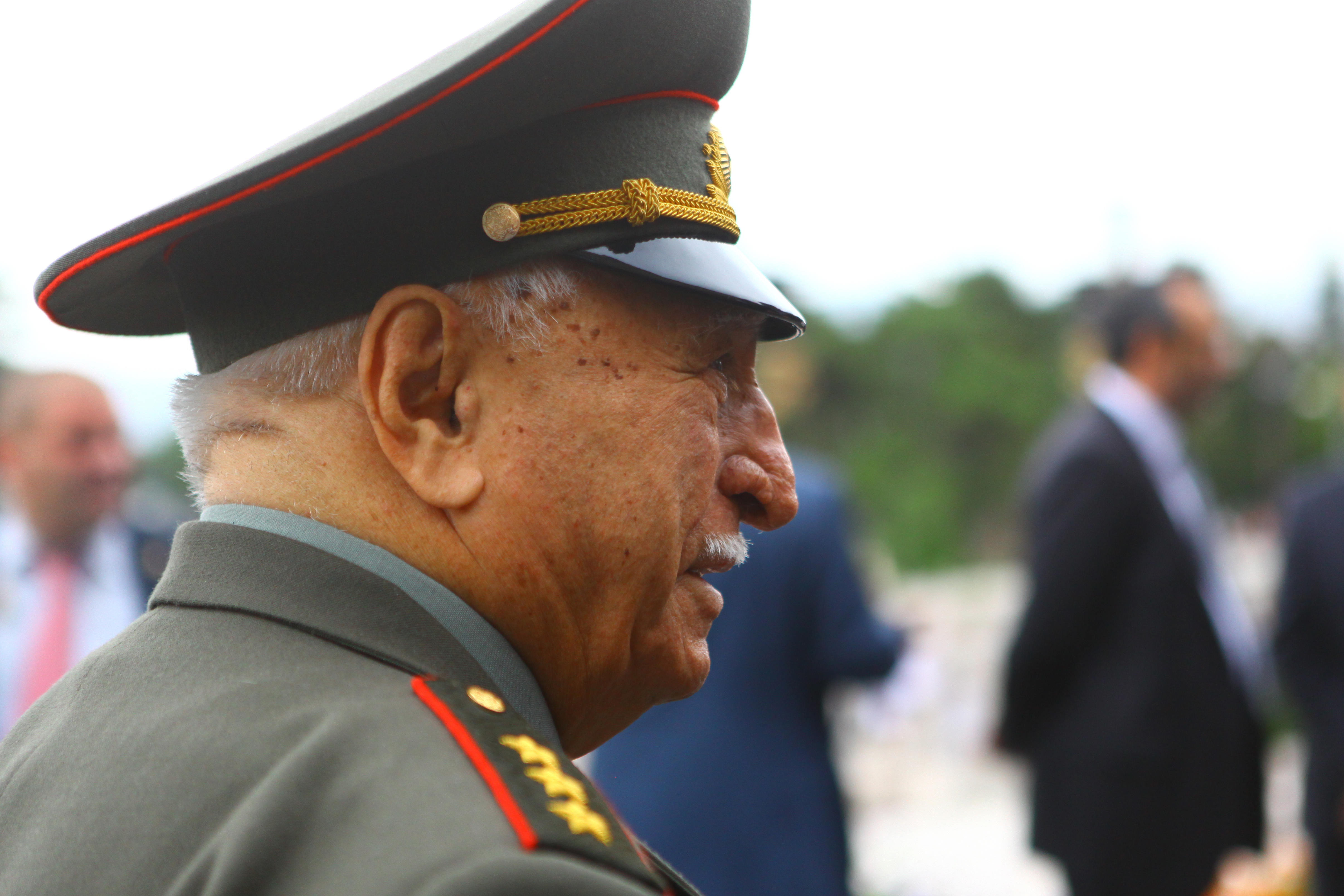
Gurgen Dalibaltajan, 2013

Gurgen Dalibaltajan (armenisch Գուրգեն Հարությունի Դալիբալթայան; * 5. Juni 1926 in der Munizipalität Ninozminda, Region Samzche-Dschawachetien, Georgische SSR, UdSSR; † 1. September 2015 in Jerewan, Armenien) war ein sowjetischer Militärkommandeur und Generaloberst der Streitkräfte Armeniens.

## Biographie
Dalibaltajan besuchte zwischen 1934 und 1944 die Sekundarschule im armenisch besiedelten Dorf Gorelowka in Georgien. Nach dem Abschluss verbrachte er drei Jahre in der Infanterieschule von Tiflis, bevor er zum sowjetischen Militär einberufen wurde.
Seine Militärlaufbahn begann Dalibaltajan 1947 als Zugführer eines Sonderregiments in Etschmiadsin, das zur 89. Tamanjan-Schützendivision gehörte. In Armenien diente er 11 Jahre und stieg 1958 zum Stabschef des 34. Schützenregiments der in Jerewan stationierten 73. Mechanisierten Division auf.
1961 wurde Dalibaltajan im Rang eines Oberstleutnants in die Aserbaidschanische SSR beordert. Er wurde in verschiedenen Positionen eingesetzt und rückte 1967 zum stellvertretenden Kommandanten der 60. Motorisierten Division, die in Kirowabad (heute Gəncə) stationiert war. 1968 wurde ihm der Rang eines Obersts verliehen.
Nach militärischen Stationen im Westsibirischen Militärkreis (1969-1975, Beförderung zum Generalmajor) und in der Südlichen Truppengruppe in Budapest (1975–1980) fungierte Dalibaltajan zwischen 1980 und 1987 als stellvertretender Befehlshaber des Nordkaukasischen Militärkreises in Rostow am Don, bevor er aus dem Dienst entlassen wurde.
Mit dem Ausbruch des Krieges zwischen Armenien und Aserbaidschan um die abtrünnige Provinz Bergkarabach wurde Dalibaltajan zum ersten stellvertretenden Verteidigungsminister der Republik Armenien (1991–1993) berufen und zum Generalleutnant befördert. Zusammen mit Arkadi Ter-Tadewosjan gilt er als Schlüsselfigur bei der Einnahme der Stadt Schuscha.
Von 1993 bis 2007 war Dalibaltajan Berater des armenischen Präsidenten und Chefmilitärinspekteur. 2001 wurde ihm die Ehrenbürgerschaft der Stadt Jerewan verliehen.